# Карлос Алберто Пинтиньо
Карлос Алберто Гомес Монтеро (порт.-браз. Carlos Alberto Gomes Montero; род. 25 июня 1954, Рио-де-Жанейро), более известный как Карлос Алберто Пинтинью (порт.-браз. Carlos Alberto Pintinho) — бразильский футболист, защитник и полузащитник.

## Карьера
Пинтинью родился и вырос в фавеле Борел, расположенной в районе Тижука. У него был брат Пауло. Он начал играть в футбол в команде «Соуза Круз», принадлежащей сигаретной фабрике на которой работала его бабушка. Затем он стал выступать в футбольной школе клуба «Америка», откуда в 12 лет он перешёл во «Флуминенсе». 12 мая 1973 года он дебютировал в составе команды в матче с «Бонсусессо» (3:1). Эта встреча проходила в рамках чемпионата Рио-де-Жанейро, по итогам которого «Флуминенсе» занял первое место. Это же достижение футболист повторил в 1975 и 1976 годах. В том же 1976 году скончался его близкий друг, Жералдо Асовиадор, что очень сильно повлияло на Карлоса Алберто. Пинтиньо выступал за клуб до 1980 года, проведя 372 матча и забив 22 гола. Затем игрок ненадолго перешёл в клуб «Васко да Гама».
В 1981 году Пинтиньо перешёл в испанскую «Севилью». 8 февраля он дебютировал в составе команды в матче с «Атлетиком» (2:0). 22 марта того же года футболист забил первый мяч в составе команды в матче с «Осасуной» (1:2). 13 декабря 1981 года Пинтиньо забил 4 гола в игре с «Сарагосой» (4:1). В «Севилье» игрок перешёл в центр поля, часто выступая на позиции атакующего полузащитника. Всего за клуб он выступал 4 сезона, проведя 106 матчей и забил 26 голов. Покинув «Севилью», Карлос Алберто перешёл в «Кадис». В составе команды футболист провёл 16 встреч. В 1984 году Пинтиньо возвратился во «Флуминенсе». С этим клубом футболист выиграл свой четвёртый титул чемпиона штата Рио-де-Жанейро. Всего за клуб он провёл 381 матч и забил 23 гола, по другим данным 382 матча. Последней встречей Карлоса Алберто за «Флуминенсе» стала игра с «Фламенго», проведённая 27 февраля 1985 года. Завершил карьеру бразилец в португальском клубе «Фаренсе» в 1987 году.
По окончании карьеры Пинтиньо остался жить в Испании, поселившись в Севилье, где стал посредником для трансферов бразильских футболистов в небольшие местные команды. Он сказал: «Когда я приехал сюда, то не думал о том, чтобы остаться. После завершения футбольной карьеры я полагал, что вернусь в Бразилию, но реальная жизнь другая. Там, где вам хорошо, там вы и хотите быть. Здесь у меня есть дом, тут моя семья. Нас четверо: Алисия, Пабло, Карлиньос и я. Здесь у нас все хорошо, и здесь, похоже, что я останусь навсегда». Он долго время держал бар в городе, закрыв его лишь в 2017 году.

## Международная статистика

### Олимпийская сборная
| Матчи Пинтиньо за олимпийскую сборную Бразилии | Матчи Пинтиньо за олимпийскую сборную Бразилии | Матчи Пинтиньо за олимпийскую сборную Бразилии | Матчи Пинтиньо за олимпийскую сборную Бразилии | Матчи Пинтиньо за олимпийскую сборную Бразилии | Матчи Пинтиньо за олимпийскую сборную Бразилии | Матчи Пинтиньо за олимпийскую сборную Бразилии |
| ---------------------------------------------- | ---------------------------------------------- | ---------------------------------------------- | ---------------------------------------------- | ---------------------------------------------- | ---------------------------------------------- | ---------------------------------------------- |
| №                                              | Дата                                           | Место проведения                               | Оппонент                                       | Счёт                                           | Голы                                           | Турнир                                         |
| 1                                              | 7 июня 1972                                    | Ресифи                                         | Санта-Круз (Ресифи)                            | 0:1                                            | —                                              | Товарищеский матч                              |
| 2                                              | 10 июня 1972                                   | Убераба                                        | Бразилия                                       | 1:2                                            | —                                              | Товарищеский матч                              |
| 3                                              | 29 июня 1972                                   | Петрополис                                     | Бонсусессо                                     | 0:0                                            | —                                              | Товарищеский матч                              |

### Национальная сборная
| Матчи Пинтиньо за сборную Бразилии | Матчи Пинтиньо за сборную Бразилии | Матчи Пинтиньо за сборную Бразилии | Матчи Пинтиньо за сборную Бразилии | Матчи Пинтиньо за сборную Бразилии | Матчи Пинтиньо за сборную Бразилии | Матчи Пинтиньо за сборную Бразилии |
| ---------------------------------- | ---------------------------------- | ---------------------------------- | ---------------------------------- | ---------------------------------- | ---------------------------------- | ---------------------------------- |
| №                                  | Дата                               | Место проведения                   | Оппонент                           | Счёт                               | Голы                               | Турнир                             |
| 1                                  | 3 марта 1977                       | Рио-де-Жанейро                     | сборная Ботафого/Васко да Гама     | 6:1                                | —                                  | Товарищеский матч                  |
| 2                                  | 20 марта 1977                      | Рио-де-Жанейро                     | Парагвай                           | 1:1                                | —                                  | Квалификация чемпионата мира       |
| 3                                  | 5 июня 1977                        | Рио-де-Жанейро                     | сборная штата Рио-де-Жанейро       | 4:2                                | —                                  | Товарищеский матч                  |
| 4                                  | 16 июня 1977                       | Сан-Паулу                          | сборная штата Сан-Паулу            | 1:1                                | —                                  | Товарищеский матч                  |
| 5                                  | 19 июня 1977                       | Сан-Паулу                          | Польша                             | 3:1                                | —                                  | Товарищеский матч                  |
| 6                                  | 31 октября 1979                    | Рио-де-Жанейро                     | Парагвай                           | 2:2                                | —                                  | Кубок Америки                      |

## Достижения
- Чемпион штата Рио-де-Жанейро: 1973, 1975, 1976, 1985
- Обладатель Кубка Гуанабара: 1975

## Личная жизнь
Карлос Алберто женат. Супруга — испанка Алисия, которая родом с Канарских островов. Они познакомились в 1981 году, когда Пинтиньо играл за «Севилью». Она в Севилье учились на юридическим факультете местного университета. Закончив его, девушка стала работать юристом. Её первым делом стал бракоразводный процесс Пинтиньо с первой супругой, где Алисия представляла интересы Карлоса Алберто. От первого брака у него есть сын — Пабло, от второго — второй сын Карлиньос.